# Pietuchowszczyzna (obwód brzeski)
Pietuchowszczyzna (biał. Петухоўшчына; ros. Петуховщина) – wieś na Białorusi, w obwodzie brzeskim, w rejonie lachowickim, w sielsowiecie Olchowce.
Znajduje tu się przystanek kolejowy Pietuchowszczyzna, położony na linii Równe – Baranowicze – Wilno.

## Historia
W dwudziestoleciu międzywojennym leżała w Polsce, w województwie nowogródzkim, w powiecie baranowickim, do 23 kwietnia 1930 w gminie Niedźwiedzice, następnie w gminie Lachowicze. W 1921 miejscowość liczyła 81 mieszkańców, zamieszkałych w 14 budynkach, w tym 75 Białorusinów i 6 Polaków. 75 mieszkańców było wyznania prawosławnego i 6 rzymskokatolickiego.
Po II wojnie światowej w granicach Związku Sowieckiego. Od 1991 w niepodległej Białorusi.